# قانون مجازات اسلامی
قانون مجازات اسلامی ایران مهم‌ترین مجموعهٔ قوانین کیفری در جمهوری اسلامی ایران است که نسخه متأخر آن در سال ۱۳۹۲ به تصویب رسیده است؛ به استثنای کتاب پنجم که مصوب سال ۱۳۷۵ می‌باشد. این قانون جانشین و ناسخ قانون مجازات اسلامی مصوب ۱۳۷۰، قانون مجازات اسلامی مصوب ۱۳۶۱، قانون مجازات عمومی مصوب ۱۳۰۴ (همگی مصوبه مجلس قانونگذاری وقت)، قانون جزای عرفی مصوب ۱۲۹۵ (مصوبه هیأت وزرا) و کتابچه قانونی کنت مصوب ۱۲۵۸ خورشیدی (مصوبه ناصرالدین‌شاه) شده است.